# Aleyda Gallardo
Aleyda Gallardo (Ciudad de México, México; 30 de abril de 1979) es una actriz y directora mexicana de cine, teatro y televisión. Ha participado en producciones para Televisa y TV Azteca, tales como Alborada, Amarte es mi pecado, Barrera de amor, El Dandy, El encanto del águila, El rey de los machos, Gritos de muerte y libertad, Hasta que te conocí, La Guzmán, Mujeres asesinas, la película Todos hemos pecado, entre otras.

## Carrera

### Televisión
Aleyda Gallardo ha hecho parte de producciones de la cadena Televisa, como Barrera de amor en el 2005, Mujeres asesinas en el año 2009, Mar de Amor, Cuando me enamoro, Yo no creo en los hombres, Yago, La candidata, entre otras.
También ha participado en series como Hasta que te conocí de The Walt Disney Company en el año 2016, La Guzmán de Sony Pictures Television, El Dandy de Teleset y Las malcriadas en el año 2017 de TV Azteca. 
| Televisión    | Televisión                | Televisión        |
| Año           | Título                    | Personaje         |
| ------------- | ------------------------- | ----------------- |
| 2024          | Un día para vivir         | Rosario           |
| 2022          | Lo que la gente cuenta    | Mariel            |
| 2022          | Rutas de la vida          | Aurelia           |
| 2021          | Contigo sí                | La Alacrana       |
| 2019-2023     | Esta historia me suena    | Celia / Elena     |
| 2019          | La Guzmán                 | Nana Tere         |
| 2017          | Las malcriadas            | Doña Josefa Villa |
| 2016          | La candidata              | Nieves            |
| 2016          | Hasta que te conocí       | Chelo Silva       |
| 2016          | Yago                      | Jenny             |
| 2015          | El Dandy                  | Fidela            |
| 2014          | Yo no creo en los hombres | Socorro           |
| 2012          | Cuando me enamoro         | La Ganza Romero   |
| 2011-presente | Como dice el dicho        | Varios episodios  |
| 2011          | El encanto del águila     | Clara             |
| 2010          | Mar de amor               | Rita Zapata       |
| 2009          | Mujeres asesinas          | Matilde           |
| 2008-presente | La rosa de Guadalupe      | Varios episodios  |
| 2005          | Barrera de amor           | Martina           |
| 2004          | Amarte es mi pecado       | Raquel            |

### Cine
Inició en el séptimo arte con cintas como Mujer Ladina en el año año 1998 y La vida loca, de igual manera, ha sido parte del equipo de dirección de películas como Sueños de un suicida en 2002; Soba en 2004 y Beyond What Remains en el año 2016.
| Cine | Cine                | Cine      |
| Año  | Título              | Personaje |
| ---- | ------------------- | --------- |
| 2015 | Atroz               | Berta     |
| 2011 | La noche del pirata | Leonor    |
| 2011 | Revolución          |           |
| 2010 | Borrar la memoria   | Paloma    |
| 2009 | Un mexicano más     | Maestra   |
| 2008 | Todos hemos pecado  | La vieja  |
| 2004 | Soba                | Hooker II |